# 皇辰
皇辰（？—？），姓不详，皇氏，名辰，郑国大夫。
前573年六月，郑成公入侵宋国，到达宋国曹门外，会合楚共王一起进攻宋国，占领了朝郏。楚国的子辛和郑国的皇辰入侵城郜，占取幽丘。他们一起进攻彭城，将鱼石、向为人、鳞朱、向带、鱼府送回，留下三百辆战车做防守，然后回国。